# Estación Periférico Norte
Periférico Norte es la segunda estación de la Línea 1 del Tren Ligero de Guadalajara en sentido norte a sur, y la décimo-novena en sentido opuesto. Esta estación es subterránea.
La estación está bajo el cruce de la Calzada Federalismo con el Anillo Periférico Norte (al que alude su nombre). Dicha estación se encuentra en una zona estratégica, ya que se conecta con diversas rutas de autobús que atienden la demanda de los municipios de Zapopan, Guadalajara, Tonalá y Tlaquepaque.
Su logotipo representa a un anillo dividido en dos polos con el superior resaltado, indicando que es el norte.

## Historia

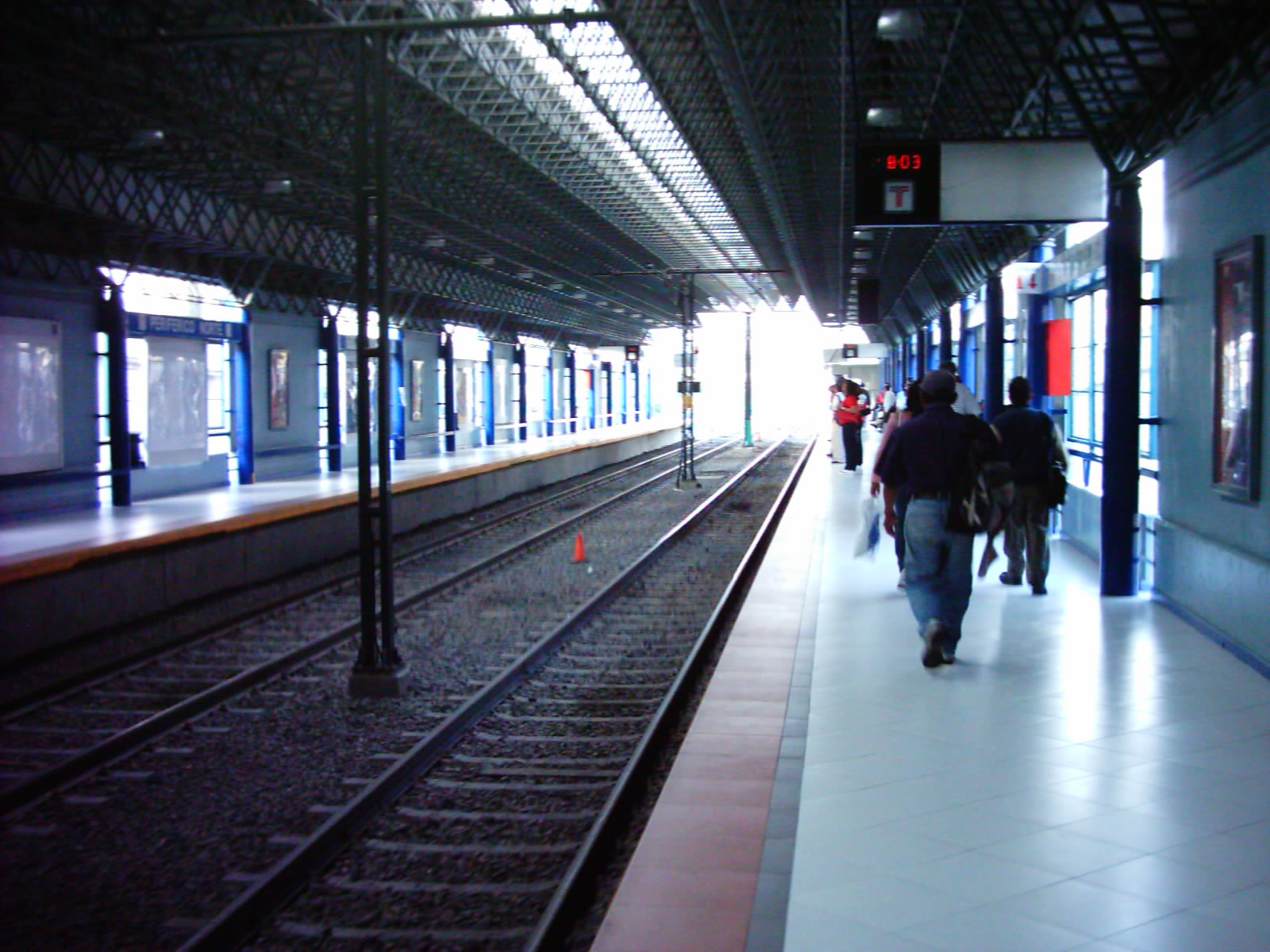
La estación Periférico Norte antes de ser demolida.

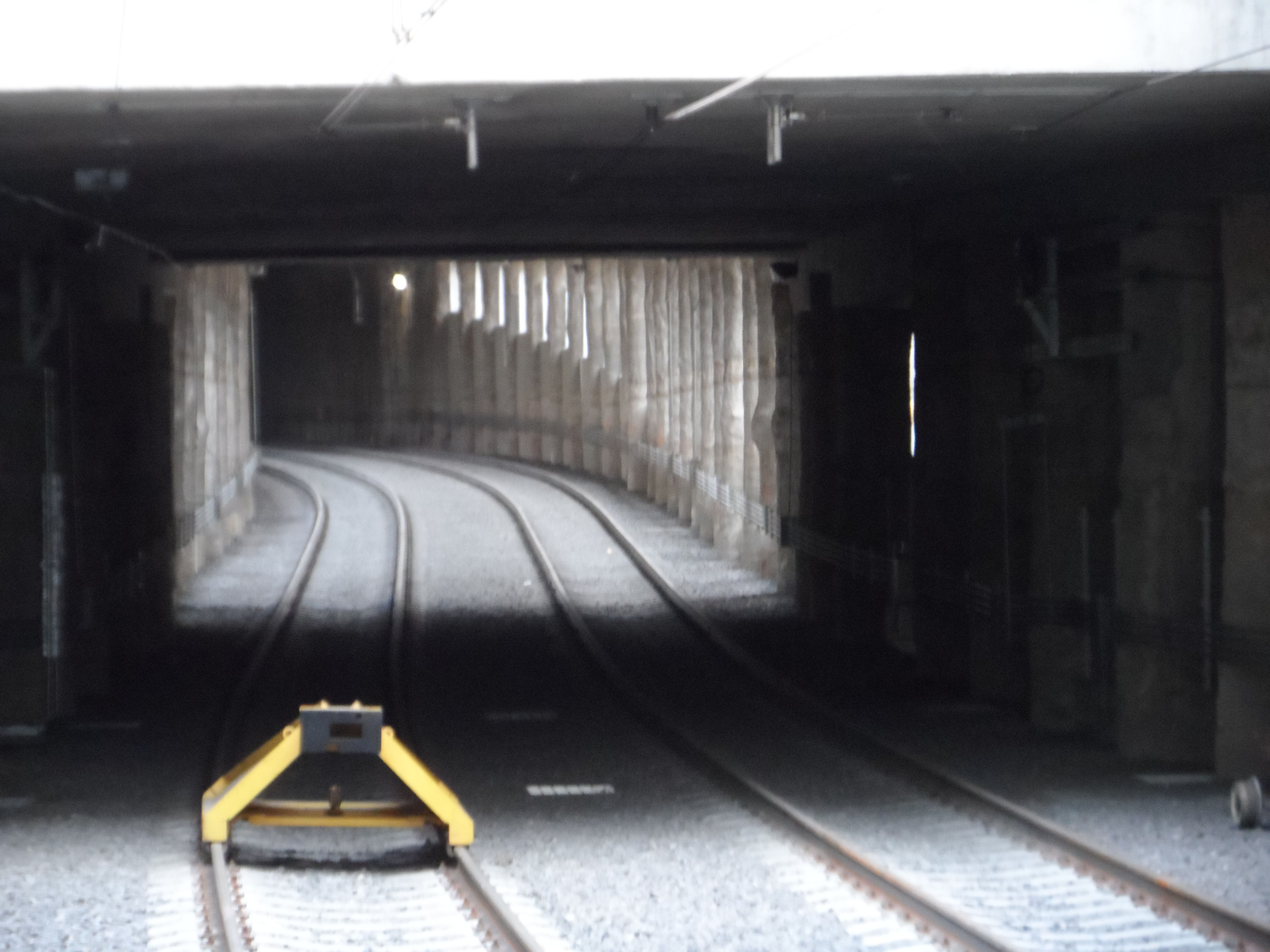
El primer tramo subterráneo de la Línea 1, entre las estaciones "Periférico Norte" y "Auditorio".

Originalmente, la estación Periférico Norte era superficial, pero cuando iniciaron los trabajos de renovación y expansión de la Línea 1 en agosto del 2014, la estación empezó a ser demolida para construir una más moderna bajo el Anillo Periférico Norte, junto con un paso a desnivel para los autos que circulan por la Calzada Federalismo. La nueva estación fue inaugurada el 16 de septiembre del 2017 y más de un año después, el 22 de noviembre del 2018 fue inaugurada la nueva terminal de la Línea 1: la estación Auditorio, ubicada a 1 km de la estación Periférico Norte.

## Accidentes
El lunes 26 de enero del 2015 se registró un choque entre dos trenes cuando el conductor del vehículo T-06 conducía sin la debida precaución y cuidado, toda vez que contaba con distancia y tiempo para evitar el choque y no frenó a tiempo.
Se trató de un alcance entre trenes cuya causa fue un error de comunicación entre los conductores y el despachador.

## Puntos de interés
- Auditorio Benito Juárez
- Unidad Habitacional González Ortega.

## Rutas de transporte
- Estación Periférico Norte de Mi Macro Periférico